# Tolchock 14

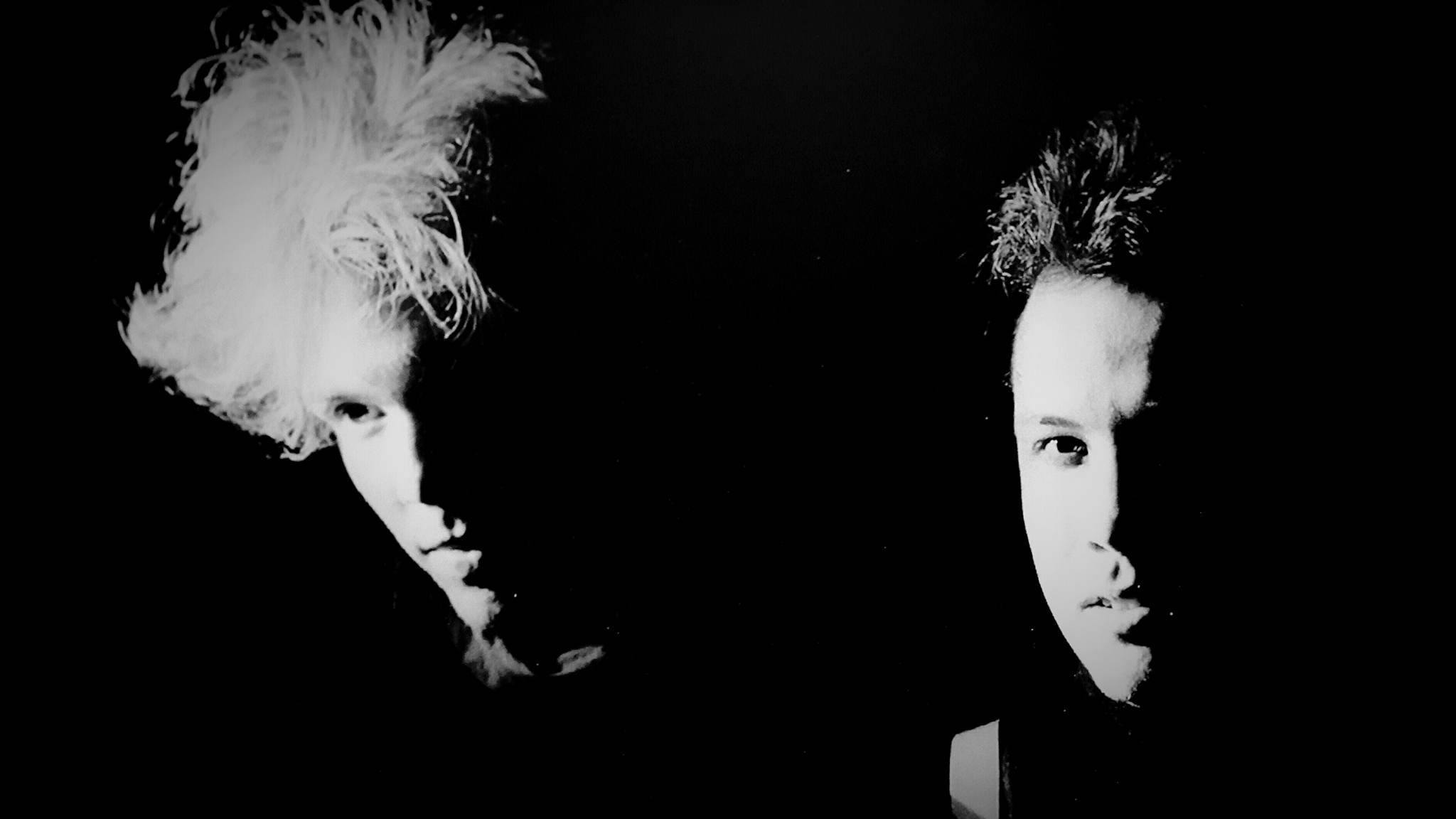
Tolchock 14

Tolchock 14 var en svensk synthgrupp från Sundsvall som bildades 14 september 1986 och upplöstes 1996. Gruppen uppmärksammades på den alternativa scenen. 
Tolchock 14 bildades av medlemmarna Christer Lundmark och Jens Persson. De möttes på gymnasiet och hade punken gemensamt, men drogs till den nya hårda synthmusiken och postpunken som hade börjat spridas. Som inspiration nämner bandet bland annat i intervjuer Cabaret Voltaire, Sisters of Mercy och Brända barn. Många av låtarna var fyllda av samplingar från filmer och kortvågsradio. Gruppen samplade även egna ljudinspelningar, i tidiga låtar bland annat av dammsugare, vevmangel och hundskall. 
Tolchock 14s första kassett "The Secret studio tour" var enligt dem själva ett försök att spränga gränserna. Den första låten "Mindtraveller" hamnade på Front Music i Älmhult (senare Energy rekords) samlingskassett med svensk synth "Music from the frontier". Gruppen gjorde ett antal livespelningar runt om i Sverige. De medverkade även i ett antal fanzines som New Life och Release, en del samlingskassetter, samt samlingsalbum, bland annat med låten "The Black plauge" som medverkade på Trans Europa (A Swiss-Swedish Techno-Compilation). Den gjorde även ett antal riksradiospelningar i bland annat Änubah! och P3 Rock (med en cover av Roxettes The Look).
Efter gruppens upplösning bildade medlemmarna bandet TOLCHOCK med gitarristen Michael Forslund och sångerskan Jenny Runa.

## Diskografi
- The Secret Studio Tour (1988) Kassett
- Two for the show (1989) Kassett
- Paradise Lost (1992) Kassett
- Sex and violence (1993) Kassett
- Music from the frontier - Front Music - Samlingskassett 1987
- Spreckt skalle - Osmium - Kassett samling 1989
- Trans Europa (A Swiss-Swedish Techno-Compilation)[4]
- Kobolt samlings CD (Memento Materia) (1993) CD
- Tapping the wires[5] (Energy Rekords) 1993 CD